# Vitbukig gråfågel
Vitbukig gråfågel (Coracina papuensis) är en fågel i familjen gråfåglar inom ordningen tättingar.

## Utseende och läte
Vitbukig gråfågel är en mdelstor och slank tättingar. Ovansidan är ljusgrå och undersidan vit, med mörk tygel och en svag delad vit ring runt ögat. Ungfågeln saknar distinkt ögonmask som hos australisk gråfågel. En mörk morf förekommer även med ordentligt med svart i varierande mängder på haka och bröst, i kanterna bandad eller fläckad. Lätet är ett ljust och tvåstavigt gnisslande ljud.

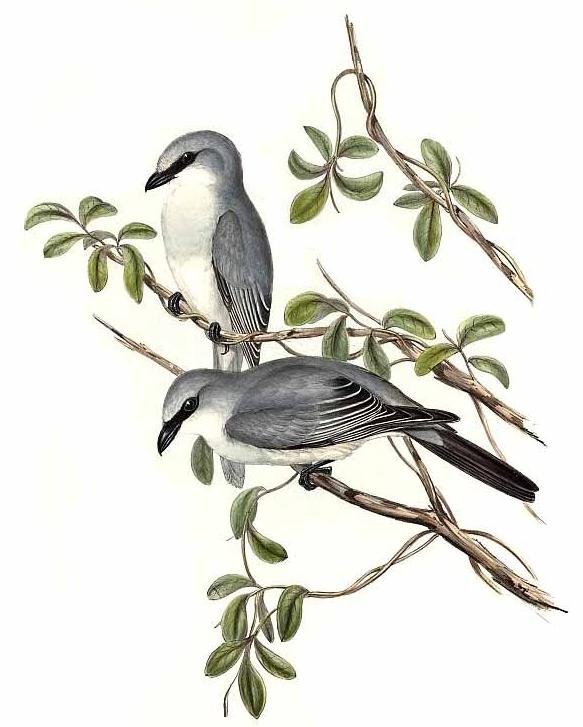
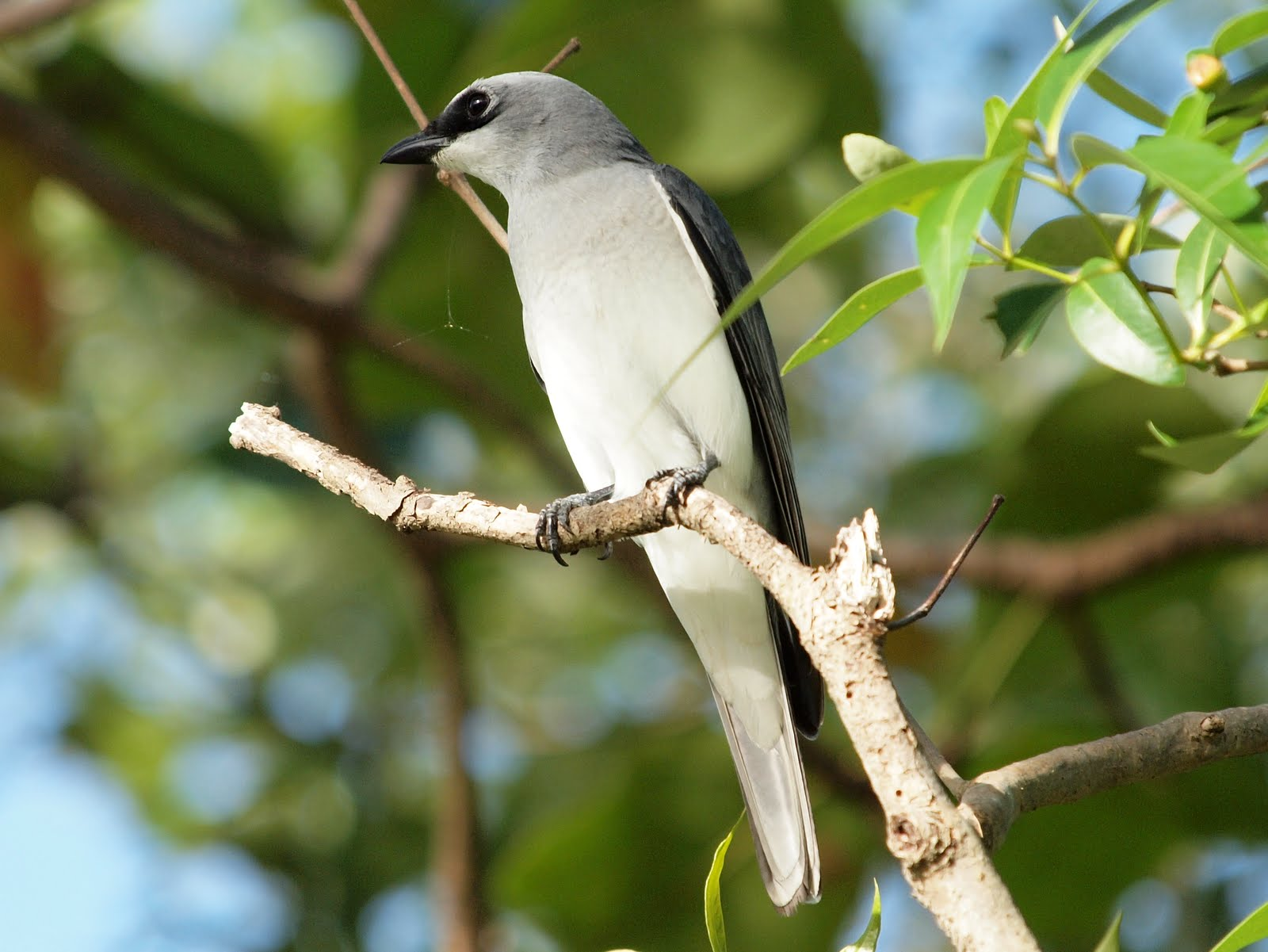

## Utbredning och systematik
Vitbukig gråfågel har en vid utbredning från östra Indonesien österut till Salomonöarna och söderut till Australien. Den delas in i 13 underarter med följande utbredning:
- Coracina papuensis papuensis – norra Moluckerna, östra Små Sundaöarna (Kisar, Luang och Sermata), västpapuanska öarna samt låglänta områden på norra och västra Nya Guinea
- Coracina papuensis angustifrons – sydöstra Nya Guinea (Huonviken till Hall Sound)
- Coracina papuensis louisiadensis – ön Tagula (Louisiaderna)
- Coracina papuensis oriomo – låglänta områden på sydöstra Nya Guinea och i nordöstra Australien (norra Queensland)
- Coracina papuensis timorlaoensis – Tanimbaröarna
- Coracina papuensis hypoleuca – nordcentrala Australien; utanför häckningstid norrut till Tanimbar-, Kai- och Aruöarna
- Coracina papuensis apsleyi – Melville och Bathurstöarna (Northern Territory)
- Coracina papuensis artamoides – centrala och östra Queensland till norra New South Wales)
- Coracina papuensis robusta – nordcentrala och östra New South Wales till sydvästra Victoria och närliggande sydöstra South Australia
- Coracina papuensis sclaterii – Bismarcköarna
- Coracina papuensis perpallida – Salomonöarna (Bougainville, Choiseul, Santa Isabel och Florida)
- Coracina papuensis elegans – Salomonöarna (New Georgia-öarna, Rendova och Guadalcanal)
- Coracina papuensis eyerdami – Malaita (Salomonöarna)
- Coracina papuensis ingens – Amiralitetsöarna, på Manus och Los Negros

## Status
IUCN kategoriserar arten som livskraftig.